# Ilja Borsojew
Ilja Buzinajewicz Borsojew (ros. Илья Бузина́евич Борсо́ев, ur. 1911, zm. ?) – działacz państwowy i partyjny Buriacko-Mongolskiej ASRR.
Był funkcjonariuszem Komsomołu, od 1932 należał do WKP(b), 1938-1940 był I sekretarzem jerawninskiego komitetu rejonowego WKP(b) w Buriacko-Mongolskiej ASRR, a od 25 czerwca 1940 do 12 kwietnia 1941 przewodniczącym Prezydium Rady Najwyższej Buriacko-Mongolskiej ASRR. 29 lutego 1940 został odznaczony Orderem Znak Honoru.